# Boardwalk Hall
Jim Whelan Boardwalk Hall, kallas endast för Boardwalk Hall, är en inomhusarena i den amerikanska staden Atlantic City i delstaten New Jersey. Den har en publikkapacitet på uppemot 14 770 åskådare beroende på arrangemang. Inomhusarenan invigdes den 31 maj 1929. Boardwalk Hall ägs av staden Atlantic City och underhålls av Spectra. Den användes som hemmaarena för Atlantic City Boardwalk Bullies (2001–2005) och som alternativ hemmaarena för Albany Devils (2010–2014).